# Antonio de Torres (contino)
Antonio de Torres (? - m. en el mar cerca de Cádiz, 11 de julio de 1502) fue un funcionario al servicio de los reyes Isabel y Fernando de Castilla y Aragón que desempeñó los cargos de contino, alcaide, regidor, veedor y gobernador, y que desempeñó un papel de importancia  en el segundo viaje de Colón a las Indias.

## Familia
Antonio de Torres formaba parte de una familia muy vinculada a la Corte de los Reyes Católicos. Su propio padre, Juan Velázquez, fue copero de dichos reyes, casado con Isabel de la Torre. Un tío suyo, Gutierre Velázquez de Cuéllar, exmiembro del Consejo Real de Juan II y de Enrique IV, había sido gobernador y mayordomo mayor de Isabel de Portugal, la madre de la reina Isabel; el hijo mayor de este, Juan Velázquez de Cuéllar, llegó a contador mayor de Castilla. Sus hermanos también estaba al servicio de los monarcas, su hermana Juana Velázquez de la Torre, ama de cría del príncipe heredero Juan (1478-1497), y su hermano Pedro de Torres secretario del mismo príncipe. La historiadora Adelaida Sagarra considera probable que fuera vecino de Sevilla. Consta que en 1490 estaba casado con una mujer llamada María del Castillo.

## Navegaciones a las Indias
Torres era a principios de la década de los 1490 contino de los reyes, es decir, asalariado de la Corona al que se le encargaban misiones de confianza.
En 1493 participó en la flota castellana de 17 barcos enviada a las Indias al mando de Cristóbal Colón, lo que hoy día se denomina segundo viaje de Colón. Según Bartolomé de las Casas, Torres era el capitán general de la flota, y otras fuentes afirman que era capitán de la nao capitana Marigalante. Colón le nombró alcalde de la villa de la Isabela, el nuevo asentamiento español en La Española, lo que fue confirmado por los Reyes.
El 2 de febrero de 1494 Torres emprendió el viaje de vuelta a España al mando de 12 embarcaciones (las otras cinco se quedaron en la Española) y llegó a Cádiz hacia el 7 de marzo. 
Llevaba con él varias cartas, entre ellas un memorial de Colón para los Reyes que les entregó en mano el 4 de abril en Medina del Campo. El memorial incluía, entre otros temas, una petición de bastimentos para la colonización de las tierras descubiertas.  Al poco tiempo salió una escuadra de tres barcos con provisiones hacia la Española, al mando de un hermano del Almirante, Bartolomé Colón. Antonio de Torres mandó la siguiente flotilla de abastecimiento, compuesta por otras cuatro carabelas cargadas de alimentos y personal de refresco, que salió de Sevilla en octubre de 1494 y llegó a la Isabela a mediados o finales de noviembre. El 24 de febrero de 1495, Torres y sus cuatro barcos emprendieron el viaje de vuelta. Llevaban algunos pasajeros importantes, como Diego Colón, y también 500 indios capturados que Colón enviaba a España para vender como esclavos. Les costó encontrar vientos propicios porque, según la historiadora Montserrat León Guerrero, siguieron el erróneo consejo de Colón de regresar por las Antillas Menores. Finalmente llegaron a Cádiz en abril. Solo 330 indios sobrevivieron a la travesía; entre los fallecidos se encontraba el cacique Caonabó. Una de las noticias más importantes que Torres les dio a los Reyes fue que Colón estaba vivo, ya que en la corte se temía por aquel entonces que el Almirante hubiese fallecido durante su exploración de Cuba. También informó de que la situación en la Española era mala: hambre, epidemias, miedo a un ataque indígena.
En 1497, según Bartolomé de las Casas, los reyes propusieron a Antonio de Torres reemplazar al obispo Juan Rodríguez de Fonseca al frente de los asuntos relativos a las Indias. Siempre según Las Casas, Torres exigió tanto por el puesto que al final los reyes cambiaron de opinión y mantuvieron a Fonseca en el cargo.
En octubre de 1498 los Reyes nombraron a Antonio de Torres regidor de la ciudad de Ávila. Ese mismo año encabezó una misión diplomática a Francia y formó parte de una comisión encargada de determinar los límites geográficos establecidos por el Tratado de Tordesillas.

## Misión en Berbería
En junio de 1500 Antonio de Torres fue nombrado veedor en las partes de Berbería para supervisar en nombre de la Corona la misión de Alonso Fernández de Lugo, gobernador de Tenerife y La Palma, en la zona de Berbería comprendida entre el cabo de Aguer y el cabo Bojador. Fernández de Lugo se había comprometido en 1499 a construir tres fortalezas en dicha costa y a negociar con los habitantes de la región para que accedieran a pagar tributos a los reyes de Castilla. Torres viajó a las Canarias, donde en octubre de 1501 firmó un acuerdo para comerciar con conchas. El 22 de noviembre tomó posesión como alcaide de la fortaleza de Santa Cruz de la Mar Pequeña, donde inició de manera experimental el comercio de productos como tejidos y latón. El 4 de febrero de 1502 fue nombrado gobernador de la isla de Gran Canaria, en sustitución de Lope Sánchez de Valenzuela, y tomó posesión el 6 de abril. Antonio de Torres murió pocos meses después al naufragar su barco en la travesía de regreso a Cádiz, el 24 de octubre de 1502.
Bartolomé de las Casas dio una versión diferente de los últimos años de Antonio de Torres. En su Historia de las Indias afirma que era el capitán general de la flota que llevó a La Española al nuevo gobernador, Nicolás de Ovando, partida de Sanlúcar de Barrameda el 13 de febrero de 1502. Detalla cómo una tormenta hundió uno de los barcos y dispersó a los demás, que terminaron reagrupándose en Gran Canaria. Allí decidieron separar la flota en dos mitades: los más veleros de un lado y los más lentos, al mando de Antonio de Torres, de otro. Según Las Casas, Torres arribó a La Española a finales de abril de 1502 y a principios de julio emprendió el viaje de regreso a la Península llevando de pasajeros a Francisco de Bobadilla y Francisco Roldán. Una terrible tormenta se abatió sobre la flota y hundió unos 20 de los alrededor de 30 navíos. Las Casas afirma que Bobadilla y Roldán se ahogaron al naufragar la nao capitana, en la cual también iba Antonio de Torres que por tanto debió fallecer también.